# Еффі Альміра Сауворт
Еффі Альміра Сауворт (англ. Effie Almira Southworth, також відома як Effie Almira Southworth Spalding;  1860 — 1947) — американська жінка-ботанік та міколог, перша жінка фітопатолог, найнята Міністерством сільського господарства США (USDA). Найважливішим її відкриттям було виявлення у 1887 році грибка Colletotrichum gossypii як причини виразки бавовни, хвороби, яка призвела до загибелі тисяч акрів бавовни та становила серйозну економічну загрозу. Вона викладала ботаніку в кількох закладах, працювала у Ботанічній лабораторії пустелі разом із її чоловіком Волні Морганом Сполдінгом, створила гербарій кафедри ботаніки в Університеті Південної Каліфорнії.

## Біографія
Еффі Саутворт народилася у Норт-Коллінс 29 жовтня 1860 року в сім'ї Хлої та Натаніеля Сауворт. Саутворт отримала добру освіту, в коледжі вона вивчала іноземні мови, математику, зоологію, хімію, астрономію, фізику, геологію, ботаніку та фізіологію. Перший рік вона навчалася в Коледжі Аллегені, згодом перевелася в Університет Мічигану, де здобула ступінь бакалавра у 1885 році. У 1895 році вона вийшла заміж за ботаніка Волні Моргана Сполдінга, професора Мічиганського університету. Після того, як у її чоловіка виявили туберкульоз, вони переїхали з Арізони до Каліфорнії, де він помер у 1918 році. У 1922 році, у віці 65 років, вона отримала ступінь магістра ботаніки в Університеті Південної Каліфорнії. Померла Саутворт у квітні 1947 року в Лос-Анджелесі у віці 87 років.

## Наукова діяльність
У 1885 році Саутворт стала викладачем ботаніки у коледжі Брін Мар. Протягом двох років праці в коледжі вона також приєдналася до ботанічної лабораторії як стипендіат, працювала над анатомічною будовою рослин і змогла зрозуміти розвиток гриба Asteroma. У 1887 році вона стала першаою жінкою-дослідником, яку взяли на роботу до відділу мікології USDA. Там вона працювала асистентом міколога з Ервіном Ф. Смітом та Беверлі Т. Геловейем і взяла участь у вивченні грибкових патогенів. Як помічник міколога, вона відповідала за підготовку мікологічних публікацій про хвороби, які завдавали величезного впливу на економіку. У 1888 році вона почала вивчати хворобу, яка знищувала бавовняні плантації. Через три роки (у 1891) її головним досягненням у Міністерстві сільського господарства США було відкриття, що грибок Colletotrichum gossypii є причиною щорічного знищення тисяч акрів бавовни. У 1892 році вона залишила Міністерство сільського господарства США, щоб стати асистентом професора ботаніки в Барнард-коледжі у Нью-Йорку. З 1905 по 1911 рік вона працювала асистентом свого чоловіка в Ботанічній лабораторії пустелі Інституту Карнегі у Вашингтоні в Тусоні, штат Арізона. Тут Саутворт більше зосередилася на пустельних рослинах, ніж на хворобах рослин. Після смерті чоловіка вона вступила на факультет ботаніки Університету Південної Каліфорнії. Там у 1922 році вона заснувала гербарій кафедри ботаніки, який місти насамперед каліфорнійські сперматофіти. Її ім'я було вшановано у назві роду грибів Southworthia Ellis & Galloway, що зараз є синонімом Myriangium floridanum Ellis & Galloway ex Rehm.